# ام‌وی لوشیل (۱۹۳۹)
ام‌وی لوشیل (۱۹۳۹) (به انگلیسی: MV Lochiel (1939)) یک کشتی بود که طول آن ۵۵٫۹۵ متر (۱۸۳ فوت ۷ اینچ) بود. این کشتی در سال ۱۹۳۹ ساخته شد.